# Сакив, Тарас Степанович
Тара́с Степа́нович Са́кив (укр. Тарас Степанович Саків; род. 19 ноября 1997, Бурштын, Ивано-Франковская область) — украинский футболист, защитник клуба «Буковина».

## Биография
Родился 19 ноября 1997 года в городе Бурштын Ивано-Франковской области. В детско-юношеской футбольной лиге Украины выступал за бурштынский «Энергетик» (2010—2011), донецкий «Шахтёр» (2012), мариупольский «Ильичёвец» (2012—2013) и киевское «Динамо» (2013—2014). В сезоне 2013/14 в составе «Динамо» стал победителем чемпионата Украины среди игроков до 17 лет. В 2014 году выступал в Первой лиге Ивано-Франковской области за бурштынскую «Энергию».
В 2015 году стал игроком полтавской «Ворсклы». В сезоне 2014/15 дебютировал в чемпионате Украины среди юношеских команд, а в следующем сезоне — в молодёжном первенстве страны. Дебют в Премьер-лиге Украины для Сакива состоялся 1 апреля 2017 года в матче против луцкой «Волыни» (2:0). В сезоне 2017/18 команда завоевала бронзовые награды чемпионата Украины и получила право сыграть в еврокубках. Сакив сыграл в двух матчах группового турнира Лиги Европы против лондонского «Арсенала» (0:3) и лиссабонского «Спортинга» (0:3). В феврале 2019 года футболист подписал с «Ворсклой» новый двухлетний контракт. В декабре 2019 года стало известно, что Сакив был выставлен на трансфер, поскольку тренерский штаб команды больше не рассчитывал на его услуги.
Его новым клубом стал львовский «Рух», с которым игрок заключил двухлетнее соглашение. В сезоне 2019/20 команда заняла второе место в Первой лиге и впервые вышла в Премьер-лигу. Сакив провёл в высшем дивизионе одну игру, после чего разорвал контракт с «Рухом» по обоюдному соглашению сторон. После этого футболист перешёл в «Минай».
Летом 2021 года заключил контракт с «Колосом» из Ковалёвки. 30 июля 2021 года дебютировал за «Колос» в матче Украинской Премьер-Лиги против «Металлист 1925» (1:0), выйдя в стартовом составе. В составе команды сыграл в одной игре квалификации Лиги конференций УЕФА против карагандинского «Шахтёра», где украинский клуб уступил казахстанскому в серии пенальти и вылетел из еврокубков.
В январе 2022 года покинул «Колос» и перешёл в «Ингулец».

## Достижения
«Ворскла»
- Бронзовый призёр чемпионата Украины: 2017/18

«Рух»
- Серебряный призёр Первой лиги Украины: 2019/20

«Карпаты» (Львов)
- Серебряный призёр Первой лиги Украины: 2023/24

## Статистика
| Сезон   | Клуб        | Лига                 | Чемпионат | Чемпионат | Кубок | Кубок | Еврокубки | Еврокубки | U-21 | U-21 | U-19 | U-19 |
| Сезон   | Клуб        | Лига                 | Игры      | Голы      | Игры  | Голы  | Игры      | Голы      | Игры | Голы | Игры | Голы |
| ------- | ----------- | -------------------- | --------- | --------- | ----- | ----- | --------- | --------- | ---- | ---- | ---- | ---- |
| 2014/15 | Ворскла     | Премьер-лига Украины |           |           |       |       | —         | —         |      |      | 10   | 0    |
| 2015/16 | Ворскла     | Премьер-лига Украины |           |           |       |       |           |           | 9    | 0    | 25   | 1    |
| 2016/17 | Ворскла     | Премьер-лига Украины | 7         | 0         |       |       |           |           | 16   | 3    |      |      |
| 2017/18 | Ворскла     | Премьер-лига Украины | 2         | 0         |       |       | —         | —         | 15   | 2    |      |      |
| 2018/19 | Ворскла     | Премьер-лига Украины | 10        | 0         | 2     | 1     | 2         | 0         | 22   | 2    |      |      |
| 2019/20 | Ворскла     | Премьер-лига Украины | 3         | 0         |       |       |           |           | 8    | 1    |      |      |
| 2019/20 | Рух (Львов) | Первая лига Украины  | 6         | 0         |       |       | —         | —         | —    | —    | —    | —    |
| 2020/21 | Рух (Львов) | Премьер-лига Украины | 1         | 0         |       |       | —         | —         |      |      |      |      |
| 2020/21 | Минай       | Премьер-лига Украины | 19        | 0         | 2     | 1     | —         | —         |      |      |      |      |
| 2021/22 | Колос       | Премьер-лига Украины | 6         | 0         | 1     | 0     | 1         | 0         |      |      |      |      |
| 2021/22 | Ингулец     | Премьер-лига Украины | 0         | 0         |       |       |           |           |      |      |      |      |